# Estación de Saint-Julien-du-Sault
La estación de Saint-Julien-du-Sault es una estación ferroviaria francesa de la línea París - Marsella, situada en la comuna de Saint-Julien-du-Sault, en el departamento de Yonne, en la región de Borgoña. Por ella transitan únicamente trenes regionales.

## Historia
La estación fue inaugurada el 12 de agosto de 1849 por parte del estado. Posteriormente se integró en la compañía de ferrocarriles de París a Lyon al Mediterráneo.
En 1938, la compañía fue absorbida por la recién creada SNCF. Desde 1997, explotación y titularidad se reparten entre la propia SNCF y la RFF.

## Descripción
Situada en un tramo de alta capacidad que sigue el cauce del río Yonne, esta estación  se compone de tres andenes al que acceden cuatro vías. 
Dispone de atención comercial durante toda la semana y de máquinas expendedoras de billetes. 

## Servicios ferroviarios

### Regionales
Los TER Borgoña enlazan las siguientes ciudades:
- Línea París - Laroche-Migennes.